# Den svenska damkvartetten

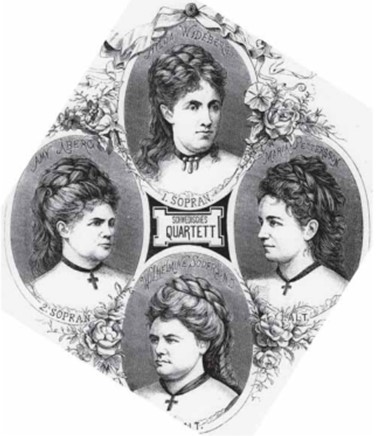
Den Svenska damkvartetten

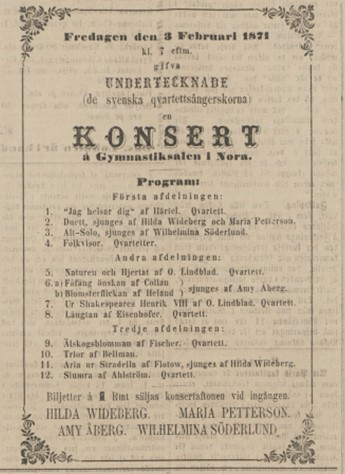
Exempel på program för konsert i Nora den 3 februari 1871

Den svenska damkvartetten/Qvartetten ibland även kallad Widebergska kvartetten, eller Den (första, äldsta, bästa, ursprungliga, veritabla) svenska damkvartetten, utgjordes av sångerskorna Hilda Wideberg (Sopran) Amy Åberg (Mezzosopran), Maria Pettersson (Alt) och Wilhelmina Söderlund (Kontraalt) och var verksam åren 1871-1879.

## Historik
Sångerskorna i kvartetten hade genomgått utbildning på Musikaliska akademin i Stockholm och väninnorna sjöng ofta tillsammans och eftersom Wilhelmina hade en ovanligt djup altröst (kontraalt) kom man på tanken att försöka sjunga manskvartetter. Efter en bejublad konsert i Kristiania beslutade man på nyåret 1871 att bilda ”Den första svenska Damqvartetten”. 
Under åren som följde sjöng kvartetten i stora delar av Europa. Under hösten, vintern 1872-73 genomförde man turnéer genom många av de tyska staterna, Österrike, Rumänien, södra Ryssland, Kroatien, Ungern och Belgien. 1874 åkte de till Frankrike och London och under följande år bl.a. till Ukraina, Baltikum, Polen och Italien. 1877/1878 turnerade man för första gången i USA. Ytterligare en turné där genomfördes säsongen 1878/ 1879. 
Under somrarna försökte de vara hemma i Sverige för att undkomma den ”rysliga hettan” i Sydeuropa och USA. Under resorna i Europa hade kvartetten planerat konserternas program och gjort upp resplaner själva. Konserterna förbereddes, lokaler och annonsering anordnades av lokala musikhandlare så att kvartetten kunde ge konserter nästan dagligen. Vid varje anhalt väntade brev med besked om nästa konsert. Ett effektivt arrangemang som dock byggde på en pålitlig postgång. Det skulle visa sig vara en omöjlighet för dem att arrangera en turné i USA som de planerade för säsongen 1877/1878. Kvartetten fick då skaffa sig en impressario med resultatet att de ”erhöll engagemang i massa”
Populariteten gjorde att andra damkvartetter bildades (bland annat Svenska National-Damqvartetten, A. Jahnkes qvartettsällskap, Düringska damqvartetten och Den nya svenska damkvartetten) under de årtionden som följde.

## Repertoar
Kvartetten sjöng mest svensk musik, ofta av folkvisetyp. Verk av Adolf Fredrik Lindblad, Otto Lindblad, August Söderman och Halfdan Kjerulf förekommer i de flesta program liksom tonsättningar alternativt arrangemang av bl.a. Ole Bull och prins Gustaf. Under turnéerna fick de sig tillägnade nya stycken, bl.a. arrangerade av Jenny Linds make, Otto Goldschmidt musik av Mendelssohn, t.ex. en trio ur oratoriet Elias, tonsättningar av Saint- Saëns, Adam, Gounod och Rossini fanns också på repertoaren. ”The last Rose of Summer”, arrangerad för dem av Gounod framfördes ofta. I USA sjöng man ett stycke kallat ”The sweet By-and By” som var mycket uppskattad.

## Sagt om kvartetten
Kvartetten sjöng för Richard Wagner i Bayreuth som vid ett senare besök hos den svenska tenoren Leonard Labatt uttryckt: "Jag känner många konstnärer och konstnärinnor från det landet [Sverige], hvilka jag högt värderar. Och för någon tid sedan hade jag i Bayreuth besök av fyra svenska damer, hvilka kallade sig den svenska damkvartetten. De sjöngo för mig flera af sina svenska sånger, och aldrig någonsin har jag hört en renare musikalisk samsång än den dessa damer presterade och som beredde mig en verklig konstnjutning!"

De skall även i London ha sjungit i Albert Hall, tillsammans med Kristina Nilsson, där de ”biträdde” henne och Adelina Patti, två av tidens mest framstående sopraner. Kvartettens damer blev också inbjudna på ”dinér” till Jenny Lind som gav dem omdömet ”Ni kunna sjunga svenska folkvisor så som de skola sjungas”. ”Det omdöme hon gaf var oförgätligt” skrev Hilda senare i sin dagbok.
”(De) ega allesamman goda röster med en mycket vacker timbre, sådana man aldrig trott funnos i de nordliga länderna innan man fått höra Jenny Lind och Christina Nilsson. De ega allesammans en ypperlig röstmekanism, de sjunga rent men det är i synnerhet genom sin utomordentliga sammansjungning som de äro så mäktiga" 
(La Gazette Musicale, Paris jan. 1874, översättning i en Stockholmstidning 1874)